# Hard-Fi
Hard-Fi es una banda de indie rock, que procede de los suburbios de Londres.
Hard-Fi irrumpió en 2005, desde la barriada de Staines con un par de sencillos que pusieron patas arriba la escena londinense. El 4 de julio se puso a la venta su disco de debut Stars of CCTV, un gran disco de pop y rock británico con influencias de The Clash, The Smiths, o The Jam, este alcanzó el número 1 en la cartelera oficial del Reino Unido.
Temas como el tercer sencillo Hard to Beat (n.º 9 en listas británicas), Cash machine, Tied up too tight o Gotta reason descubren al mundo el talento del vocalista Richard Archer y una innata capacidad para hacer canciones de alcance inmediato.
Ellos han declarado que están muy influenciados por la música soul y dance.

## Historia
"Quiero tener éxito" dice Richard Archer. "No veo porqué tenemos que ser otro grupo indie, yo quiero vender discos en los Estados Unidos. No estoy en competencia con Razorlight o The Killers - a mi me gustan esos grupos. Quiero competencia con Eminem." También dijo "La gente cree que queremos pelear con Eminem, no es verdad, nos gusta su música y lo respeto, solo queremos tener tanto éxito como el".
Archer estaba produciendo un álbum, cuándo entró una tienda donde Ross Phillips trabajaba, queriendo equipaje Philips le dijo que sus demos eran una basura y así Archer le pidió ser parte de su grupo. Steve Kemp ya era amigo de Richard y a Kai no había que convencerle mucho en ser parte del grupo.
Tenían un estudio muy pequeño donde grabaron las canciones. Para tener más efecto cogieron un micrófono y lo pusieron en el pasillo para tener eco. Una problema cons esto es que cuando la gente pasaba, su ruido fue grabada en sus canciones y aún se puede oír en el disco.
Hicieron un contrato con Necessary Records y Atlantic.

## Éxito
El álbum "Stars of CCTV" llegó al primer puesto en Inglaterra después de seis meses. Teniendo éxito con la prensa por ejemplo el NME. Tuvieron nominaciones para los premios BRIT y también una nominación por el prestigio premio Mercury.
Estuvieron 5 noches consecutivas en la legendaria Academia Brixton (Brixton Academy) poniéndose al nivel de pocos en su género y alcanzando ventas de más de 1 millón de copias.
Su segundo álbum "Once Upon a Time in the West" rompe en el mercado colocándose directamente como álbum Número 1 en la cartelera oficial del Reino Unido la primera semana de su lanzamiento en septiembre de este año. Su Mini-Tour en UK y Europa se vendió en un récord de 8 minutos y tiene planificados grandes estadios y Arenas en las ciudades más grandes de Gran Bretaña para finales del 2007.
Su primer sencillo "Suburban Knights" del álbum "Once Upon a Time in the West" contiene un coro adictivo (eeee, oooo, aaa..aa, eeee) y trata sobre la vida en los suburbios ingleses y en las ciudades satélites del mundo. Nos hace pensar que aunque el sueño de la mayoría de jóvenes en la actualidad es emigrar a las ciudades capitales de nuestros países, no es estar ahí que nos hace felices sino que también en las ciudades alejadas podemos vivir la vida felizmente.
Sus portadas amarillas, negras y blancas caracterizan a la banda al igual que sus letras, la primera portada es una cámara de circuito cerrado (Stars of CCTV significa: Estrellas de Cámara de Circuito Cerrado) y en su segundo LP el diseño sigue causando alboroto al contener las palabras "PORTADA NO DISPONIBLE" ("NO COVER ART") ya que según Richard Archer, cantautor/compositor y coproductor de Hard-fi, la era digital está sobre nosotros y es mucho más fácil identificar la portada con colores brillantes y letras grandes llamativas en tu ipod que tratar de descifrar quien esta en la foto que ha costado miles de libras esterlinas bajando de un helicóptero, cuando ellos nunca han tenido la oportunidad de viajar en helicóptero anteriormente.
La banda lanzó algunos adelantos en estudio de su próximo álbum a través de su página oficial de Facebook en marzo de 2013.
El 6 de mayo de 2013, la banda anunció a través de su página de Facebook que Ross Phillips se alejaría de la banda para concentrarse en otros proyectos.
El 27 de noviembre de 2013, se anunció que la banda lanzaría un álbum recopilatorio de grandes éxitos titulado Hard-Fi: Best of 2004 – 2014. El álbum se lanzó el 27 de enero de 2014, el cual contiene una nueva canción llamada "Move Over". Para su promoción, tocaron en un concierto en el Bloomsbury Ballroom en Londres el 13 de febrero de 2014, junto con Phillips.

## Miembros
- Richard Archer es el cantante y escribe las canciones. A veces toca la guitarra, pero más frecuentemente en tiempos recientes por las nuevas canciones. Estudió en la universidad de Kingston. La influencia de Staines es muy evidente en sus letras.

- Ross Phillips es el guitarrista. Trabajaba en una tienda de equipaje electrónico, en Staines donde se hizo amigos con Archer. Después de decir a Archer que su música era una basura, Phillips fue empleado a tocar la guitarra para el grupo.

- Kai Stephens toca el bajo. Ahora tiene su visa pero antes no podía viajar a Estados Unidos por problemas que tuvo en pasado.

- Steve Kemp toca la batería. Originalmente de Lancashire, se mudó a Staines y se quedó ahí para siempre.

## Discografía

### Álbumes
En estudio
- Stars of CCTV (2005) – #1 RU, #5 Irlanda, #20 Alemania, #29 Listas Mundiales, #47 Austria, #68 Francia, #91 Holanda
- Once Upon a Time in the West (2007) – #1 RU, #3 Irlanda, #21 Listas Mundiales, #39 Alemania, #49 Suiza, #51 Austria, #73 Holanda, #99 Francia
- Killer Sounds (2011) – #9 RU, #77 Irlanda, #77 Suiza

### Discos en directo / Remixes /Recopilaciones
- Sessions@AOL - EP (2005)
- In Operation (DVD) / CCTVersions (CD) (2006)
- Live from the Bowery Ballroom NYC (2006)
- Once Upon a Time in December (2007)
- Hard-Fi: Best of 2004 – 2014 (2014)

### Sencillos

#### de Stars of CCTV
- "Cash Machine" (2005) - #31 RU
- "Tied Up Too Tight" (2005) - #15 RU
- "Hard to Beat" (2005) - #9 RU, #39 EUA Modern Rock Tracks, #80 Alemania
- "Living for the Weekend" (2005) - #15 RU
- "Cash Machine" (segunda vez) (2005) - #14 RU, #15 EUA Modern Rock Tracks, #39 Irlanda, #60 Suecia, #75 Alemania
- "Better Do Better" (2006) - #14 RU

#### de Once Upon a Time in the West
- "Suburban Knights" (2007) - #7 RU, #15 Irlanda, #79 Alemania
- "Can't Get Along (Without You)" (2007) - #45 RU
- "I Shall Overcome" (2008) - #36 RU

#### de Killer Sounds
- "Good for Nothing" (2011) – #51 RU
- "Fire in the House" (2011)
- "Bring It On" (2011)